# Natação nos Jogos Olímpicos de Verão de 2024 - 100 m borboleta masculino
A prova dos 100 m borboleta masculino da natação nos Jogos Olímpicos de Verão de 2024 ocorreu em 2 e 3 de agosto de 2024 na Paris La Défense Arena, em Paris. Um total de 40 nadadores de 31 Comitês Olímpicos Nacionais (CON) participaram do evento.

## Qualificação
Cada Comitê Olímpico Nacional (CON) poderia inscrever no máximo dois nadadores qualificados em cada evento individual, mas somente se ambos atingissem o "tempo de qualificação olímpica" (OQT). Um nadador por evento poderia potencialmente entrar se atingisse o "tempo de consideração olímpica" (OCT), ou se a cota total de 852 competidores não tivesse sido atingida. Os CONs também poderiam inscrever nadadores independentemente do tempo através das vagas de universalidade, mesmo que não tenham atingindo nenhum dos tempos de inscrição padrão (OQT/OCT).
Após o fim da janela de qualificação, a World Aquatics avaliou o número de nadadores que alcançaram o OQT, o número de nadadores somente para as provas de revezamento e o número de vagas de universalidade, antes de convidar aqueles com OCT para cumprir a cota total de 852. Além disso, as vagas no OCT foram distribuídas por evento de acordo com as posições no ranking mundial durante o prazo de qualificação. Para os 100 m borboleta masculino, o OQT foi de 51s67 e o OCT de 51s93.

## Formato
A competição consiste em três rodadas: preliminares, semifinais e final. Os nadadores com os 16 melhores tempos nas baterias preliminares avançam às semifinais. Já os nadadores com os 8 melhores tempos nas semifinais avançam à final. Desempates (swim-offs) são utilizados conforme necessário para quebrar os empates de avanço à próxima rodada.

## Calendário
Horário local (UTC+2)
| Data                | Horário | Fase         |
| ------------------- | ------- | ------------ |
| 2 de agosto de 2024 | 10:00   | Preliminares |
| 2 de agosto de 2024 | 20:00   | Semifinais   |
| 3 de agosto de 2024 | 19:30   | Final        |

## Medalhistas
| Ouro   | HUN Kristóf Milák |
| Prata  | CAN Joshua Liendo |
| Bronze | CAN Ilya Kharun   |

## Recordes
Antes desta competição, os recordes mundiais e olímpicos da prova eram os seguintes:
| Tipo | Atleta         | Tempo | Local  | Data                |
| ---- | -------------- | ----- | ------ | ------------------- |
|      | Caeleb Dressel | 49.45 | Tóquio | 31 de julho de 2021 |
|      | Caeleb Dressel | 49.45 | Tóquio | 31 de julho de 2021 |

## Resultados

### Preliminares
Os nadadores com os 16 melhores tempos, independente da bateria, avançam às semifinais.
| Pos. | Bateria | Raia | Nadador             | CON                | Tempo   | Notas |
| ---- | ------- | ---- | ------------------- | ------------------ | ------- | ----- |
| 1    | 3       | 5    | Kristóf Milák       | HUN Hungria        | 50.19   | Q     |
| 2    | 5       | 4    | Joshua Liendo       | CAN Canadá         | 50.55   | Q     |
| 3    | 3       | 4    | Noè Ponti           | SUI Suíça          | 50.65   | Q     |
| 3    | 4       | 4    | Maxime Grousset     | FRA França         | 50.65   | Q     |
| 5    | 5       | 2    | Ilya Kharun         | CAN Canadá         | 50.71   | Q     |
| 6    | 5       | 5    | Caeleb Dressel      | USA Estados Unidos | 50.83   | Q     |
| 7    | 4       | 5    | Matthew Temple      | AUS Austrália      | 50.89   | Q     |
| 8    | 5       | 3    | Nyls Korstanje      | NED Países Baixos  | 51.17   | Q     |
| 9    | 4       | 6    | Jakub Majerski      | POL Polônia        | 51.18   | Q     |
| 10   | 3       | 6    | Gal Cohen Groumi    | ISR Israel         | 51.30   | Q     |
| 11   | 5       | 1    | Ben Armbruster      | AUS Austrália      | 51.33   | Q     |
| 12   | 5       | 6    | Katsuhiro Matsumoto | JPN Japão          | 51.43   | Q     |
| 13   | 4       | 7    | Simon Bucher        | AUT Áustria        | 51.55   | Q     |
| 14   | 3       | 3    | Hubert Kós          | HUN Hungria        | 51.58   | Q     |
| 15   | 4       | 1    | Naoki Mizunuma      | JPN Japão          | 51.62   | Q     |
| 15   | 5       | 7    | Clément Secchi      | FRA França         | 51.62   | Q     |
| 17   | 3       | 8    | Josif Miladinov     | BUL Bulgária       | 51.77   |       |
| 18   | 4       | 3    | Thomas Heilman      | USA Estados Unidos | 51.82   |       |
| 19   | 2       | 6    | Sun Jiajun          | CHN China          | 51.85   |       |
| 20   | 3       | 2    | Diogo Ribeiro       | POR Portugal       | 51.90   |       |
| 21   | 4       | 2    | Tomer Frankel       | ISR Israel         | 51.94   |       |
| 22   | 4       | 8    | Kayky Mota          | BRA Brasil         | 52.11   |       |
| 23   | 5       | 8    | James Guy           | GBR Grã-Bretanha   | 52.23   |       |
| 24   | 2       | 5    | Chad le Clos        | RSA África do Sul  | 52.24   |       |
| 25   | 2       | 4    | Mario Mollà         | ESP Espanha        | 52.27   |       |
| 26   | 3       | 7    | Wang Changhao       | CHN China          | 52.37   |       |
| 27   | 3       | 1    | Daniel Gracík       | CZE Chéquia        | 52.61   |       |
| 28   | 2       | 3    | Kaii Winkler        | GER Alemanha       | 52.64   |       |
| 29   | 2       | 7    | Adilbek Mussin      | KAZ Cazaquistão    | 52.74   |       |
| 30   | 1       | 2    | Nikola Miljenić     | CRO Croácia        | 53.32   |       |
| 31   | 1       | 3    | Jesse Ssengonzi     | UGA Uganda         | 53.76   |       |
| 32   | 2       | 1    | Cameron Gray        | NZL Nova Zelândia  | 53.83   |       |
| 33   | 1       | 5    | Joe Kurniawan       | INA Indonésia      | 53.95   |       |
| 34   | 1       | 4    | Miloš Milenković    | MNE Montenegro     | 54.26   |       |
| 35   | 2       | 2    | Matthew Sates       | RSA África do Sul  | 54.53   |       |
| 36   | 1       | 6    | Josh Kirlew         | JAM Jamaica        | 54.66   |       |
| 36   | 2       | 8    | Jarod Hatch         | PHI Filipinas      | 54.66   |       |
| 38   | 1       | 7    | Oscar Peyre Mitilla | RWA Ruanda         | 58.77   |       |
| 39   | 1       | 1    | Hasan Al-Zinkee     | IRQ Iraque         | 1:00.23 |       |
| 40   | 1       | 8    | Yusuf Nasser        | YEM Iêmen          | 1:08.72 |       |

### Semifinais
Os nadadores com os oito melhores tempos, independente da bateria, avançam à final.
| Pos. | Bateria | Raia | Nadador             | CON                | Tempo | Notas |
| ---- | ------- | ---- | ------------------- | ------------------ | ----- | ----- |
| 1    | 2       | 4    | Kristóf Milák       | HUN Hungria        | 50.38 | Q     |
| 2    | 1       | 5    | Maxime Grousset     | FRA França         | 50.41 | Q     |
| 3    | 1       | 4    | Joshua Liendo       | CAN Canadá         | 50.42 | Q     |
| 4    | 1       | 6    | Nyls Korstanje      | NED Países Baixos  | 50.59 | Q,    |
| 5    | 2       | 5    | Noè Ponti           | SUI Suíça          | 50.60 | Q     |
| 6    | 2       | 3    | Ilya Kharun         | CAN Canadá         | 50.68 | Q     |
| 7    | 2       | 6    | Matthew Temple      | AUS Austrália      | 50.95 | Q     |
| 8    | 2       | 8    | Naoki Mizunuma      | JPN Japão          | 51.08 | Q     |
| 9    | 2       | 7    | Ben Armbruster      | AUS Austrália      | 51.17 |       |
| 10   | 2       | 1    | Simon Bucher        | AUT Áustria        | 51.35 |       |
| 11   | 2       | 2    | Jakub Majerski      | POL Polônia        | 51.37 |       |
| 12   | 1       | 2    | Gal Cohen Groumi    | ISR Israel         | 51.48 |       |
| 13   | 1       | 3    | Caeleb Dressel      | USA Estados Unidos | 51.57 |       |
| 14   | 1       | 8    | Clément Secchi      | FRA França         | 51.58 |       |
| 15   | 1       | 7    | Katsuhiro Matsumoto | JPN Japão          | 51.69 |       |
| 16   | 1       | 1    | Hubert Kós          | HUN Hungria        | 52.22 |       |

### Final
Os três nadadores mais rápidos na final conquistam as medalhas.
| Pos.              | Raia | Nadador         | CON               | Tempo | Notas            |
| ----------------- | ---- | --------------- | ----------------- | ----- | ---------------- |
| Medalha de ouro   | 4    | Kristóf Milák   | HUN Hungria       | 49.90 |                  |
| Medalha de prata  | 3    | Joshua Liendo   | CAN Canadá        | 49.99 | Recorde nacional |
| Medalha de bronze | 7    | Ilya Kharun     | CAN Canadá        | 50.45 |                  |
| 4                 | 2    | Noè Ponti       | SUI Suíça         | 50.55 |                  |
| 5                 | 5    | Maxime Grousset | FRA França        | 50.75 |                  |
| 6                 | 6    | Nyls Korstanje  | NED Países Baixos | 50.83 |                  |
| 7                 | 1    | Matthew Temple  | AUS Austrália     | 51.10 |                  |
| 8                 | 8    | Naoki Mizunuma  | JPN Japão         | 51.11 |                  |

Legenda
| Recorde mundial      | Recorde mundial (World record)               |                       | Recorde africano                      | Recorde africano (African) |                                           | Q | Classificado por posição (Qualified) |
| Recorde olímpico     | Recorde olímpico (Olympic record)            | Recorde da América    | Recorde da América (Americas)         | q                          | Classificado por melhor tempo (Qualified) |   |                                      |
| Melhor marca do ano  | Melhor marca do ano (World leading)          | Recorde asiático      | Recorde asiático (Asian)              | DNS                        | Não largou (Did not start)                |   |                                      |
| Recorde nacional     | Recorde nacional (National record)           | Recorde europeu       | Recorde europeu (European)            | DNF                        | Não terminou (Did not finish)             |   |                                      |
| Recorde pessoal      | Recorde pessoal do atleta (Personal best)    | Recorde da Oceania    | Recorde da Oceania (Oceania)          | DSQ / DQ                   | Desclassificado (Disqualified)            |   |                                      |
| Recorde da temporada | Recorde da temporada do atleta (Season best) | Recorde sul-americano | Recorde sul-americano (South America) | NM                         | Sem marca (No mark)                       |   |                                      |